# Dieteren
Dieteren (Limburgs: Deetere) is een kerkdorp in de zogenaamde 'taille' van de Nederlandse provincie Limburg, gelegen tussen de kernen Roosteren en Susteren, in de gemeente Echt-Susteren. Met 790 inwoners is het de kleinste kern van de gemeente.

## Geschiedenis

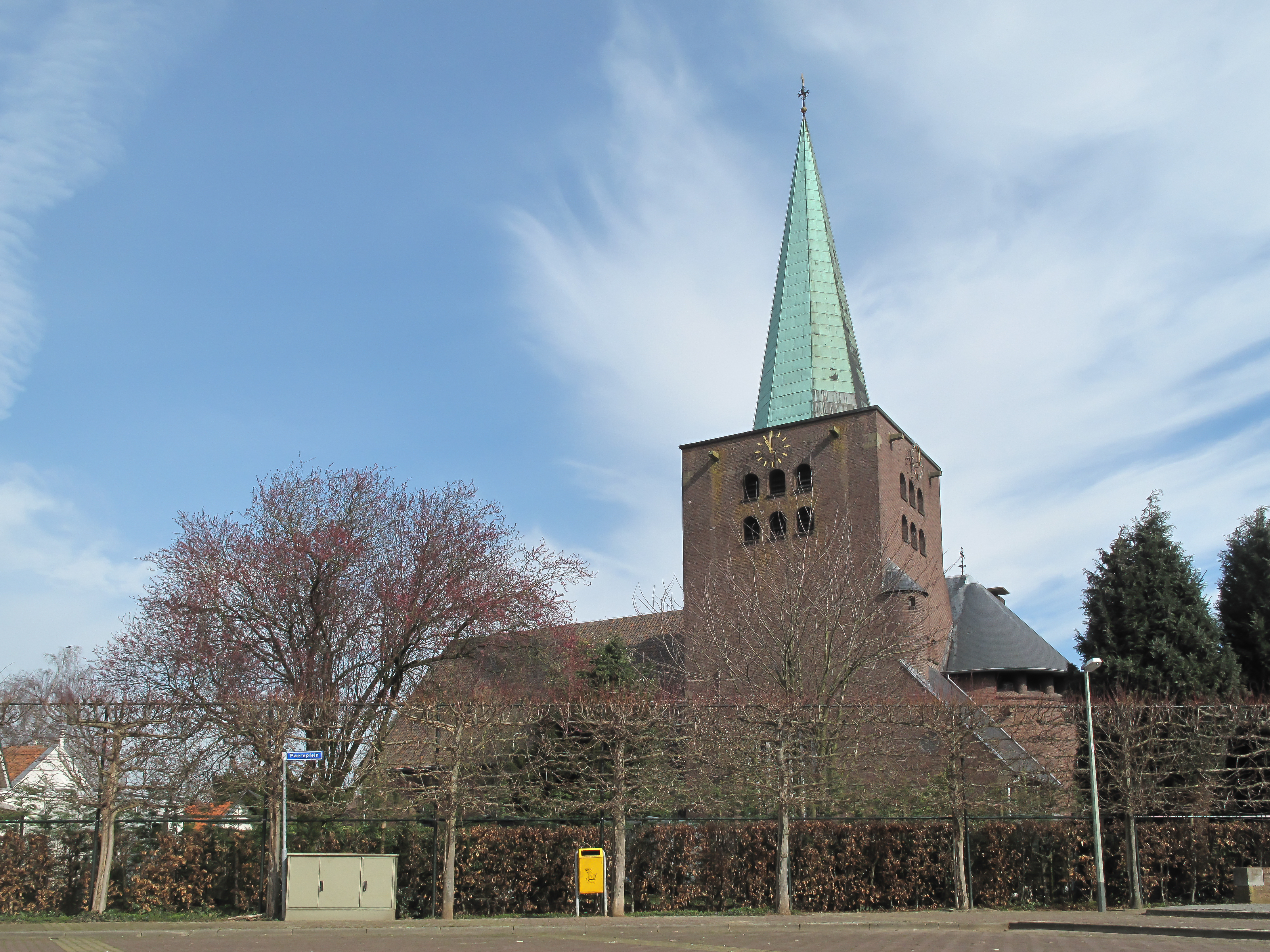
Dieteren, kerk

Dieteren heeft met zekerheid al bestaan aan het begin van de 13e eeuw; de oudst bekende geschreven vermelding van de plaatsnaam (als Dithirn) dateert uit het jaar 1213. Archeologische vondsten hebben verder aangetoond dat het gebied al vele eeuwen eerder door mensen bewoond moet zijn geweest. Over de betekenis en/of de herkomst van de plaatsnaam is niets duidelijk, maar het kan mogelijk worden vergeleken met die van het Gelderse plaatsje Dieren, gezien de overeenkomsten tussen de oude vormen. Mogelijk is het dan afgeleid van de naam Diederik.
In 1441 wordt Johan Hoen (1380-na 1463) uit het Huis Hoensbroeck genoemd als heer van Dieteren.
Op bestuurlijk gebied valt Dieteren al van oudsher onder Susteren, iets wat niet altijd geheel zonder slag of stoot zo is geweest. Kerkelijk is het wel losgemaakt van Susteren; rond 1712 werd in Dieteren een rectoraat gesticht en in 1806 een parochie. De eerste parochie heeft echter niet lang bestaan, in 1806 kwam hier al een einde aan. De huidige parochie bestaat sinds 1833.

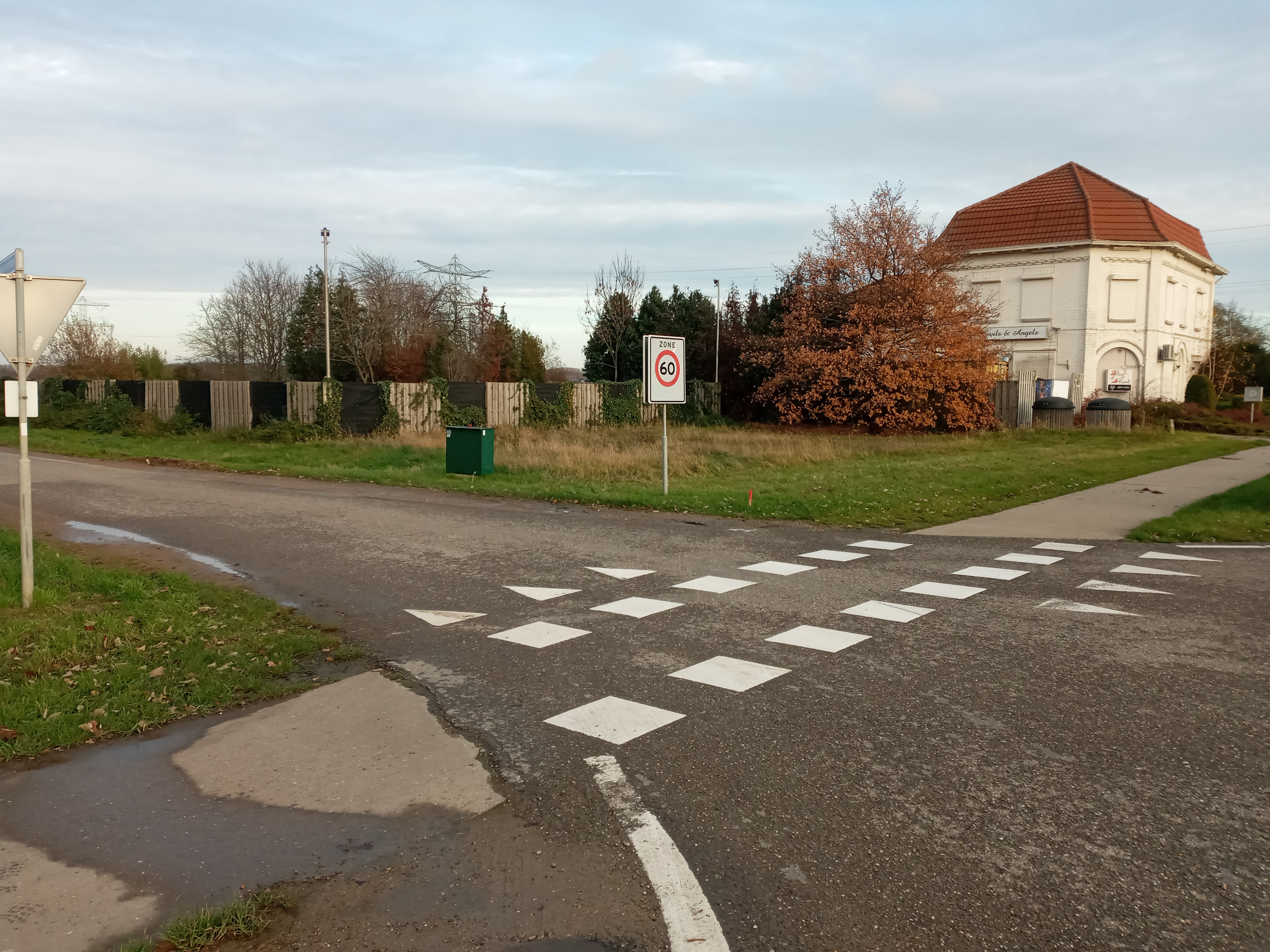
Plaats van de voormalige tramhalte met daarachter het gebouw van voormalig café de Tramhalte

In 1922 kwam de tramlijn Roermond - Sittard gereed over de Beuningerstraat en Maaseikerweg. Bij de Beuningerstraat kwam een tramhalte met wisselplaats met een perron voor veelading. Hier stopte vijf trams in beide richtingen per dag en een rit naar Maaseik duurde negen minuten. Sjaak Hoorens bouwde café De Tramhalte naast de halte, dat nu het adres Maaseikerweg 24 heeft. In 1937 werd de tramlijn opgebroken en nam busvervoer het reizigersverkeer over. Café Tramhalte is nu witgekalkt en in gebruik als parenclub.

## Natuur en landschap
Dieteren is gelegen in de smalle Nederlandse strook die Zuid-Limburg met de rest van Nederland verbindt, de zogenaamde 'taille van Limburg'. Hemelsbreed ligt België ongeveer 2,5 kilometer ten westen en Duitsland ongeveer 4 kilometer ten oosten van de plaats. De ligging is landelijk, met voornamelijk uitgestrekte akkers en weilanden die de bebouwde kom omringen. Ook ligt er een klein bedrijventerrein langs de provinciale weg naar Susteren. De provinciale weg, de N296, loopt langs de zuidelijk c.q. westelijke rand van het dorp en geeft iets ten westen aansluiting op de autosnelweg A2.
Ter hoogte van Dieteren vloeien de Roode Beek, de Vloedgraaf en de Geleenbeek samen. Ten oosten van Dieteren ligt het natuurgebied Taterbos en in het noorden ligt natuurgebied De Doort.

## Bezienswaardigheden
- De huidige kerk van Dieteren, de Sint-Stephanuskerk, dateert van 1939-1940 en is een ontwerp van de Maastrichtse architect Alphons Boosten. Het bouwwerk is geheel opgetrokken uit baksteen en heeft een breedgebouwde toren met een koperen spits.

- Een ander bijzonder bouwwerk is de Dieterdermolen, een watermolen op de Roode Beek, daterend van de 13e eeuw en vernieuwd in 1806.

- Nabij Dieteren bevindt zich de Koppelberg. Dit is een oude 'motte', een kunstmatige heuvel uit de vroege middeleeuwen waarop ooit een gebouw moet hebben gestaan.

- De Mariakapel van 1951. Een achthoekig bakstenen gebouwtje op de hoek Kerkstraat/Echterstraat.

- Het Merklappenmuseum, aan Kerkstraat 61.

Zie ook
- Lijst van rijksmonumenten in Dieteren

## Nabijgelegen kernen
Susteren, Roosteren, Echt